# 幌岡信号場

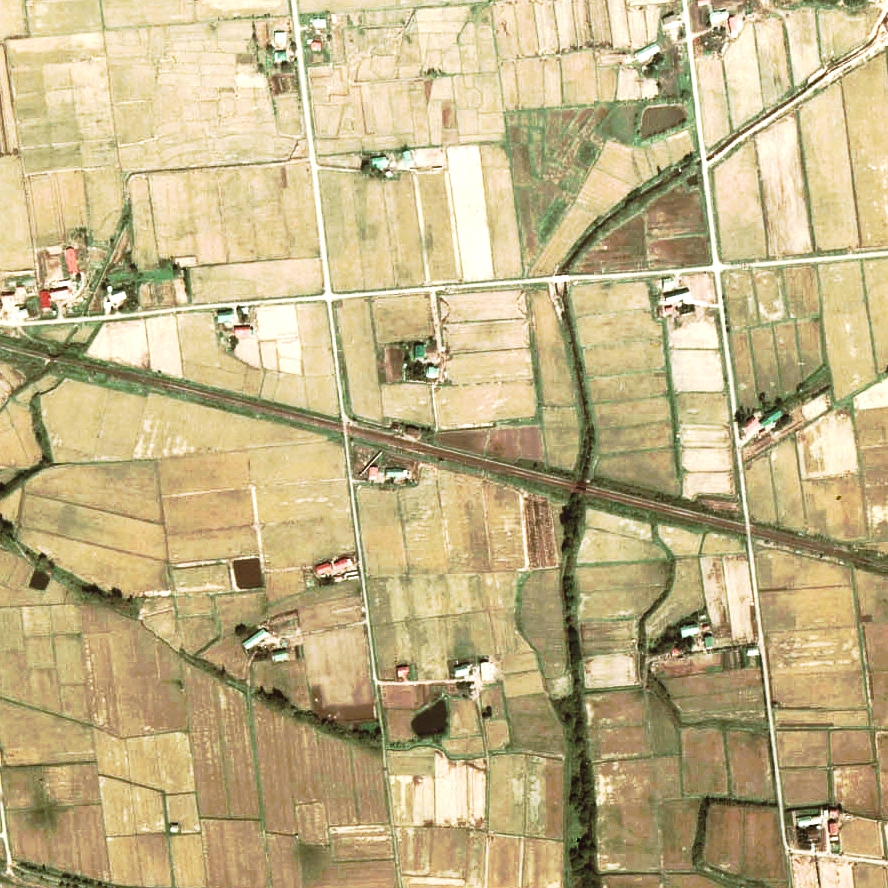
1977年の幌岡信号場と周囲約1 km範囲。右が新得方面。

幌岡信号場（ほろおかしんごうじょう）は、北海道赤平市共和町に所在した日本国有鉄道根室本線の信号場（廃駅）である。事務管理コードは▲130412。

## 歴史

### 年表
- 1962年（昭和37年）10月1日：国有鉄道根室本線上に幌岡信号場として開設[2]。
- 1982年（昭和57年）10月26日：廃止[1]。

### 信号場名の由来
地名より。由来について山田秀三は「由緒は聞いていないが、幌倉川の土地なのでそれにちなんだ名であろうか」としている。

## 構造
単線区間列車行き違い形の信号場である。有効長が750 m以上ある2線を有し、構内踏切で連絡する短めの相対式ホームが設置されていた。一ノ坂信号場と同じ配線であったが、有効長が違っていた。
職員配置の有人信号場であった。

## 駅周辺
空知川に隣接する畑作地帯であった。
- 幌倉川 - 信号場構内を横切っていた。

## 隣の駅
日本国有鉄道
根室本線
東滝川駅 - 幌岡信号場 - 赤平駅